# Горенская почтовая станция
Горенская почтовая станция (в 1925—2005 ошибочно трактовалась в краеведческой литературе как Горенская пересыльная тюрьма) — историческое здание на федеральной автомобильной дороге М7 «Волга», недалеко от пересечения трассы с речкой Горенкой (притоком Пехорки), напротив главного входа в старинную усадьбу Горенки. Представляет собой одноэтажное кирпичное строение, с центральным ризалитом и небольшим фронтоном на главном фасаде, с лаконичной штукатурной отделкой. Является единственным сохранившимся из комплекса построек первой от Москвы в восточном направлении почтовой станции, сооружённой по высочайше утверждённому проекту (см. Полное собрание законов Российской империи). Памятник истории и культуры.
Находится по адресу: Балашиха, шоссе Энтузиастов, д. 3.

## История
Старинная дорога, существующая много веков и называемая Большой Владимирской дорогой, а просторечно просто Владимиркой, в 1845 году подверглась серьёзной реконструкции. Она была шоссирована, т. е. ей придали правильный поперечный профиль с водоотводными канавами, дренировали и соорудили верхнее дорожное покрытие из щебня. Через реки, речки и овраги, пересекающие шоссе, были сооружены новые мосты, либо капитально отремонтированы старые.
Одновременно с этим вдоль реконструируемой трассы по новым утверждённым типовым проектам были построены кирпичные здания почтовых станций взамен простых деревянных срубных. Горенская почтовая станция была первой от Москвы по Владимирской дороге. Комплекс её строений включал в себя главный дом с въездными воротами и флигелями, большой огороженный двор, конюшни, дровяной сарай, колодец и прочие вспомогательные строения.
Для поддержания в надлежащем порядке такой важной и протяжённой трассы был установлен шоссейный сбор. Была учреждена Горенская шоссейная застава, с расположенной в здании почтовой станции конторой шоссейного сбора.
К концу XIX — началу XX века основные почтовые перевозки осуществлялись уже по железной дороге, а здание Горенской станции находилось в ведении Министерства путей сообщения.
Около десяти лет (с 1969 до 1979) в здании размещался Балашихинский историко-краеведческий музей.

## Современное состояние
В настоящее время в здании находится фирма, занимающаяся шиномонтажом. Для своего удобства фирма растесала крайнее левое фасадное окно с установкой металлической двери.